# 台北市議会
台北市議会（タイペイしぎかい/たいほくしぎかい、繁: 臺北市議會）は、中華民国台北市の最高立法機関である。現在の議員は2022年（民国111年）11月26日の選挙で選出された第14期である。

## 沿革
台湾光復直後の1945年（民国34年）12月26日、台湾省における地方自治の実施のため、台湾省行政長官公署は「台湾省各級民意機関成立方案」を発表した。1946年（民国35年）4月15日、台湾省台北市に諮問機関として台北市参議会が設置された。その後、1950年（民国39年）4月24日に「台湾省各県市実施地方自治綱要」が施行され、同年11月29日より、台北市参議会は立法機関としての台北市議会に改組された。

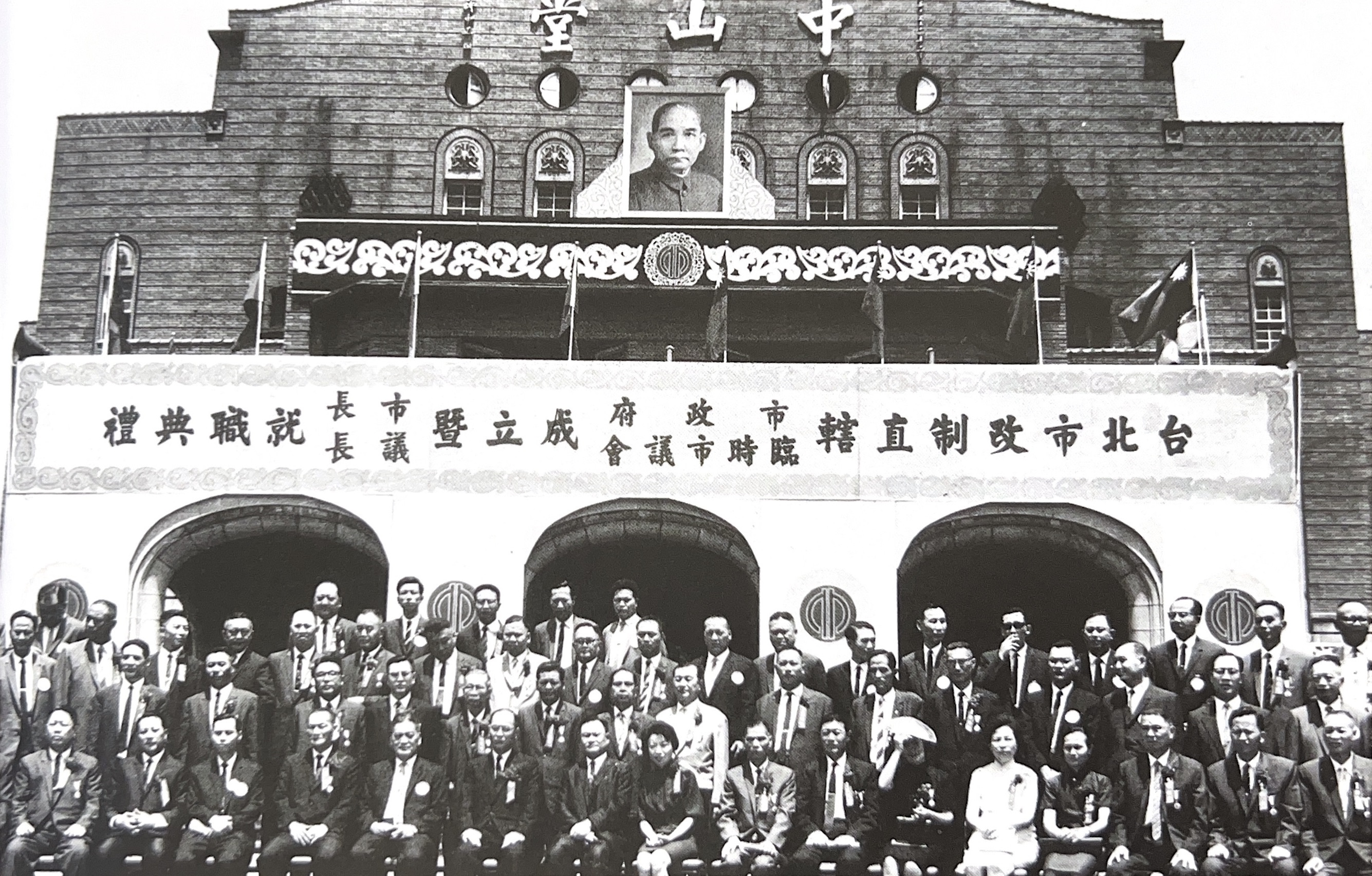
院轄市への昇格・臨時市議会の成立を記念する式典（1967年）

1967年（民国56年）7月1日、台北市は院轄市（現：直轄市）に昇格し、第1期市議会の成立までの暫定的な立法機関として台北市臨時市議会が設置された。1969年（民国78年）11月15日に第1期市議会議員選挙が実施されて48人の議員が選出され、12月25日、直轄市としての台北市議会が発足した。ただし、当時の中華民国には直轄市の自治に関する法制度が存在しておらず、行政命令「台北市各級組織・実施地方自治綱要」が暫定的な法規として行政院によって定められた。
1994年（民国83年）4月14日、「直轄市自治法」が施行され、台北市議会の地位・権限が法的に確定した。1998年（民国87年）1月25日には省・直轄市・県・市などの全ての地方自治団体について規定する「地方制度法」が公布され、「直轄市自治法」に取って代わった。

## 議員の選出

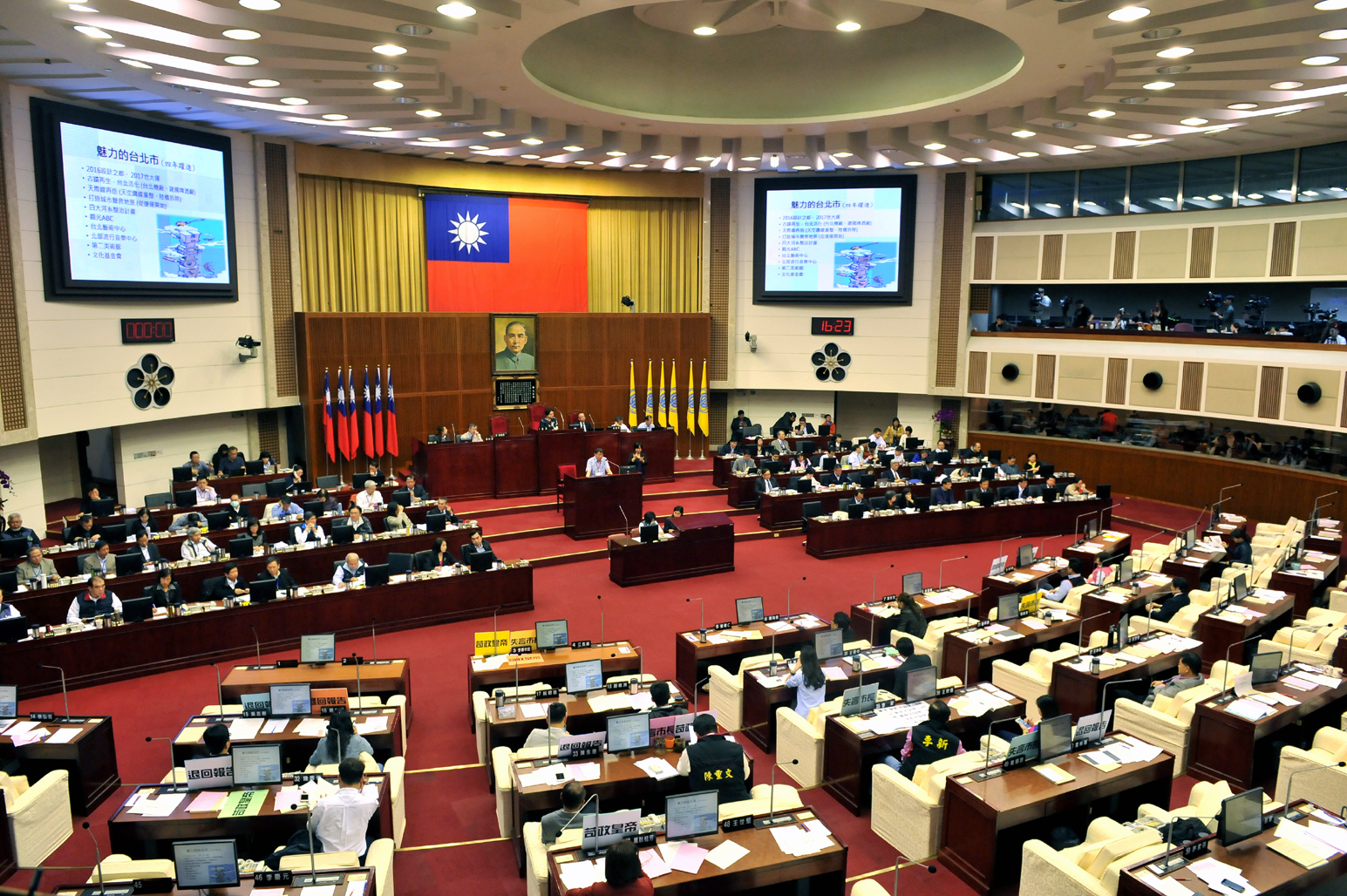
台北市議会議場

台北市議会議員は20歳以上の台北市民による直接選挙で選出され、任期は4年（多選制限なし）である。2022年（民国111年）現在の定数は61であり、以下の8選挙区に分けられている。
- 第1選挙区：12席（士林区・北投区）
- 第2選挙区：9席（内湖区・南港区）
- 第3選挙区：9席（松山区・信義区）
- 第4選挙区：8席（中山区・大同区）
- 第5選挙区：8席（中正区・万華区）
- 第6選挙区：13席（大安区・文山区）
- 第7選挙区：1席（平地原住民）
- 第8選挙区：1席（山地原住民）

## 歴代正副議長
| 台北市（省轄市）参議会     |                |                |        |            |        |            |                                                                       |
| -                          | 1946年4月15日  | 1946年8月31日  | 周延寿 | 中国国民党 | 林金臻 | 中国国民党 | 副議長の死去に伴う交代                                                |
| -                          | 1946年8月31日  | 1950年11月28日 | 周延寿 | 中国国民党 | 潘渠源 | 中国国民党 |                                                                       |
| 台北市（省轄市）議会       |                |                |        |            |        |            |                                                                       |
| 1                          | 1950年11月29日 | 1953年1月15日  | 黄啓瑞 | 中国国民党 | 張祥伝 | 中国国民党 |                                                                       |
| 2                          | 1953年1月16日  | 1955年1月15日  | 黄啓瑞 | 中国国民党 | 張祥伝 | 中国国民党 |                                                                       |
| 3                          | 1955年1月16日  | 1958年2月20日  | 張祥伝 | 中国国民党 | 王飛竜 | 中国国民党 |                                                                       |
| 4                          | 1958年2月21日  | 1961年2月20日  | 張祥伝 | 中国国民党 | 周財源 | 中国国民党 |                                                                       |
| 5                          | 1961年2月21日  | 1964年2月20日  | 張祥伝 | 中国国民党 | 周財源 | 中国国民党 |                                                                       |
| 6                          | 1964年2月21日  | 1967年6月30日  | 張祥伝 | 中国国民党 | 陳少輝 | 中国国民党 |                                                                       |
| 台北市（直轄市）臨時市議会 |                |                |        |            |        |            |                                                                       |
| -                          | 1967年7月1日   | 1969年12月24日 | 張祥伝 | 中国国民党 | 陳少輝 | 中国国民党 |                                                                       |
| 台北市（直轄市）議会       |                |                |        |            |        |            |                                                                       |
| 1                          | 1969年12月25日 | 1973年12月24日 | 林挺生 | 中国国民党 | 張建邦 | 中国国民党 |                                                                       |
| 2                          | 1973年12月25日 | 1977年12月24日 | 林挺生 | 中国国民党 | 張建邦 | 中国国民党 |                                                                       |
| 3                          | 1977年12月25日 | 1981年12月24日 | 林挺生 | 中国国民党 | 張建邦 | 中国国民党 |                                                                       |
| 4                          | 1981年12月25日 | 1985年12月24日 | 張建邦 | 中国国民党 | 陳健治 | 中国国民党 |                                                                       |
| 5                          | 1985年12月25日 | 1989年6月1日   | 張建邦 | 中国国民党 | 陳健治 | 中国国民党 | 議長の交通部長就任に伴う辞職                                          |
| 5                          | 1989年6月12日  | 1989年12月25日 | 陳健治 | 中国国民党 | 郭石吉 | 中国国民党 |                                                                       |
| 6                          | 1989年12月25日 | 1994年12月25日 | 陳健治 | 中国国民党 | 陳烱松 | 中国国民党 | 次の選挙を「直轄市自治法」の施行に合わせるため、任期が1年延長された。 |
| 7                          | 1994年12月25日 | 1998年12月25日 | 陳健治 | 中国国民党 | 呉碧珠 | 中国国民党 |                                                                       |
| 8                          | 1998年12月25日 | 2002年12月25日 | 呉碧珠 | 中国国民党 | 費鴻泰 | 新党       |                                                                       |
| 9                          | 2002年12月25日 | 2006年12月25日 | 呉碧珠 | 中国国民党 | 李新   | 親民党     |                                                                       |
| 10                         | 2006年12月25日 | 2010年12月25日 | 呉碧珠 | 中国国民党 | 陳錦祥 | 中国国民党 |                                                                       |
| 11                         | 2010年12月25日 | 2014年12月25日 | 呉碧珠 | 中国国民党 | 周柏雅 | 民主進歩党 |                                                                       |
| 12                         | 2014年12月25日 | 2018年12月25日 | 呉碧珠 | 中国国民党 | 陳錦祥 | 中国国民党 |                                                                       |
| 13                         | 2018年12月25日 | 2022年12月25日 | 陳錦祥 | 中国国民党 | 葉林伝 | 中国国民党 |                                                                       |
| 14                         | 2022年12月25日 | 現職           | 戴錫欽 | 中国国民党 | 葉林伝 | 中国国民党 |                                                                       |

## 議場所在地の変遷

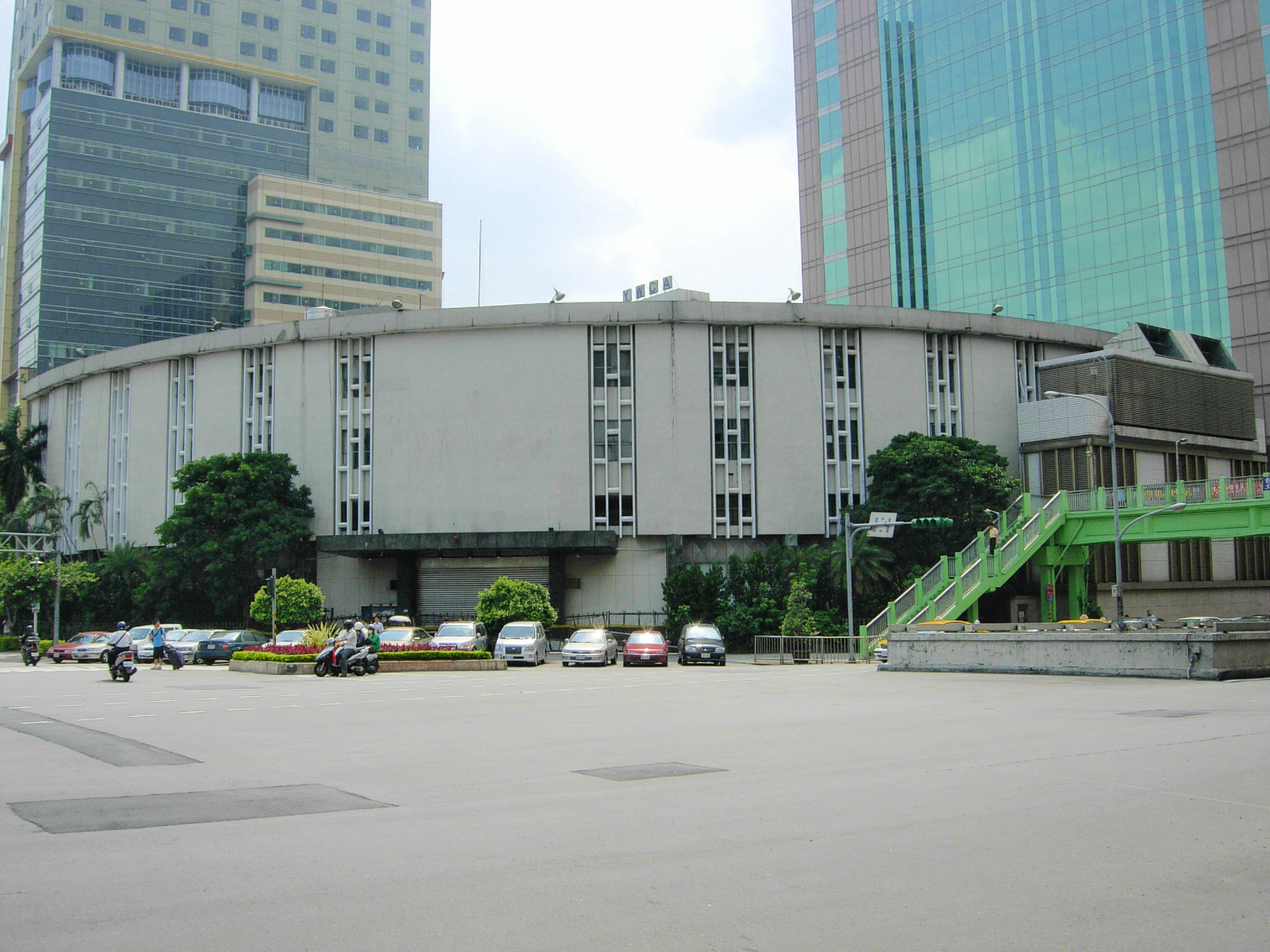
旧議場（2007年）

当初は台北市中山堂が議場として使われていたが、1964年（民国53年）に中山南北路と忠孝東西路の交点（監察院の向かい側）に庁舎が新設された。1990年（民国79年）には信義区の現在地に移転し、旧庁舎には台北市政府警察局中正第一分局が入居したが2007年（民国96年）に他の建物へ移転した。一時は旧庁舎の保存運動も発生したが実現せず、2016年（民国105年）に取り壊された。2024年（民国113年）現在、旧庁舎の跡地にはオフィスビル「海悦国際大楼」が建設中である。